# Аманда Ґорман
Ама́нда Ґо́рман, також Го́рман (англ. Amanda Gorman; нар. 7 березня 1998 р.) — американська поетеса та активістка, нинішня поетеса-лауреатка США. 2017 року стала першою національною молодіжною поетесою-лауреаткою США. Також відома громадською діяльністю в Лос-Анджелесі, штат Каліфорнія. Твори Ґорман присвячені проблемам гноблення, фемінізму, раси та маргіналізації, а також проблемам африканської діаспори. 2015 року вона видала свою першу поетичну збірку «Той, для кого їжі недостатньо» («The One for Whom Food Is Not Enough»).

## Ранні роки та освіта
Ґорман — уродженка Лос-Анджелеса, яку виховувала її мати, вчителька Джоан Вікс, разом із її сестрою-близнючкою. Її сестра Ґабріель також є активісткою. Ґорман згадувала, що вона виросла в середовищі з обмеженим доступом до телебачення. У дитинстві мала розлади мовлення. Вона описала себе в ранні роки як «дивну дитину», яка із задоволенням читала й писала, відчуваючи підтримку матері. Горман заявляла, що має розлад слухового сприйняття та гіперчутливість до звуку.
Ґорман відвідувала приватну школу New Roads School в Санта-Моніці (класи K-12) і вивчала соціологію в Гарвардському коледжі. Під час навчання в Гарварді в квітні 2017 року вона здобула звання національної молодіжної поетки-лауреатки в рамках національної програми, під керівництвом Urban Word NYC спільно з Бібліотекою Конгресу. Її обрали з п'яти фіналістів.

## Поезія та активізм
За словами Ґорман, у неї виникло бажання стати молодіжною делегаткою ООН 2013 року після перегляду виступу пакистанської лауреатки Нобелівської премії Малали Юсафзай. 2014 року Ґорман була обрана молодіжною поеткою-лауреаткою Лос-Анджелеса. 2015 року вона опублікувала свою поетичну збірку «Той, для кого їжі недостатньо» («The One for Whom Food Is Not Enough»).
Ґорман є засновницею некомерційної організації «One Pen One Page», яка проводить молодіжну програму креативного письма та лідерства. 2017 року вона стала першою молодіжною поетесою, яка відкрила літературний сезон для Бібліотеки Конгресу, та читала свої поезії на MTV . Морганівська бліотека і музей придбала її вірш «In This Place (American Lyric)» і виставила його на показ 2018 року поряд з творами Елізабет Бішоп. На замовлення фірми Nike Ґорман написала вірш, присвячений пам'яті чорношкірих спортсменів. Вона має угоду з видавництвом Viking Children's Books щодо написання двох дитячих книжок.
2017 року Ґорман заявила, що хоче балотуватися в президенти США на президентських виборах 2036 року.
Мистецтво та активізм Ґорман зосереджені на проблемах гноблення, фемінізму, расизму та маргіналізації в суспільстві, а також на проблемах африканської діаспори.
20 січня 2021 року на інавгурації Джо Байдена Ґорман прочитала свій вірш «Пагорб, на який ми підіймаємося». Вона стала наймолодшою поетесою, яка читала вірші на інавгурації президента. Після 6 січня 2021 року вона внесла зміни до свого вірша, аби згадати про штурм Капітолію США.

### Книги
- The One for Whom Food Is Not Enough. Urban Word LA. 2015. ISBN 978-0-9900122-9-0.
- Taylor, Keren, ред. (2013). Candy Cane"; "Poetry Is. You are here : the WriteGirl journey. Los Angeles: WriteGirl Publications. с. 210, 281. ISBN 978-0-98370812-4. OCLC 868918187.
- The Hill We Climb: Poems. Viking Press, Books for Young Readers. 2021. ISBN 978-0-593-46506-6. OCLC 1232185776.
- The Hill We Climb: An Inaugural Poem for the Country. Viking Books for Young Readers. 2021. ISBN 978-0-593-46527-1. OCLC 1232234825.
- Change Sings: A Children's Anthem. Viking Books for Young Readers. 2021. ISBN 978-0-593-20322-4. OCLC 1232149089.

### Аудіокниги
- Change Sings: A Children’s Anthem [Архівовано 31 березня 2021 у Wayback Machine.], 2021, Audible. (ISBN 0593203224 та 978-0-593-20322-4). 10 mins.
- The Hill We Climb and Other Poems [Архівовано 5 лютого 2021 у Wayback Machine.], 2021, Audible. (ISBN 059346527X та 978-0593465271). 1 hr.

### Статті
- «How Poetry Gave Me a Voice [Архівовано 11 квітня 2021 у Wayback Machine.]». November 21, 2014. The Huffington Post. ISSN 2369-3452.
- «Touching a Diverse Audience: A Conversation With Author Sharon G. Flake [Архівовано 24 вересня 2020 у Wayback Machine.]». January 30, 2015. The Huffington Post. ISSN 2369-3452.
- «Meet Laya DeLeon Hayes, Voice Of Doc McStuffins [Архівовано 15 лютого 2021 у Wayback Machine.]». August 9, 2016. The Huffington Post. ISSN 2369-3452.
- «Poetry, Purpose, and Path: An Interview with Los Angeles Poet Laureate Luis Rodriquez [Архівовано 3 лютого 2021 у Wayback Machine.]» [sic][a]. August 9, 2016. The Huffington Post. ISSN 2369-3452.
- «Native People Are Taking Center Stage. Finally. [Архівовано 23 лютого 2021 у Wayback Machine.]». November 17, 2018. The New York Times. ISSN 0362-4331 .
- «I’m Not Here to Answer Your Black History Month Questions [Архівовано 24 лютого 2021 у Wayback Machine.]». February 13, 2019. The New York Times. ISSN 0362-4331.

## Уточнення
1. ↑  Правильне написання прізвища (Луїса Дж. Родригеса[en]) — Rodriguez.